# Кампобассо (провинция)
Кампоба́ссо (итал. Provincia di Campobasso, молизск. неап. Pruìnge de Cambuàsce) — провинция в Италии, в регионе Молизе.  Ее столицей является город Кампобассо.
Площадь около  2941 квадратный километр (1136 кв. миль), численность населения  223,871 (на 2017 год), состоит из 84 коммун (итал. comuni).
В восточной части провинции проживает небольшое хорватское меньшинство, говорящее на архаичном диалекте хорватского языка. Хорваты проживают в основном в Аккуавива-Коллекроче, Сан-Феличе-дель-Молизе и Монтемитро.

## История
Первые поселенцы на территории были Самниты, это группа Сабелльских племён, которые доминировали в этом регионе Италии, примерно с 600 по 290 года до нашей эры.
После войны с Римом которая шла с 343 году до н. э. до  290 года до н. э. территория древнего региона Саннио (центральная часть это нынешняя провинция Кампобассо) была включена в Римский регион IV Самниум.
В 570 году, после вторжения лангобардов, территория была присоединена к Лангобардскому герцогству Беневенто, это привело к сокращению поместий и активов церковных епископств. Лангобарды назвали город Кампус Вассорум (территория вассалов), который позже стал Кампобассо.
В 860 году появилось княжество Капуя, в её состав входили графства Венафро, Ларино, Тривенто, Бояно, Изерния, Кампомарино и Термоли.
С приходом неаполитанской Республики была создана новое административная структура, территорию разделили на департаменты и кантоны.
27 сентября 1806 года, после французской оккупации, Молизе стал автономной провинцией, состоящей из округов Кампобассо и Изерния, к которым были добавлены округа Ларино и Аньоне.
После внесения конституционной поправки в декабре 1963 года провинция Кампобассо была отделена от Абруццо, получила статус региона и переименована в Молизе. Ситуация оставалась неизменной до 1970 года, когда 52 муниципалитета были выделены в провинцию Изерния, созданную в соответствии с законом № 2 от февраля 1970 года.